# Destra e sinistra orografica

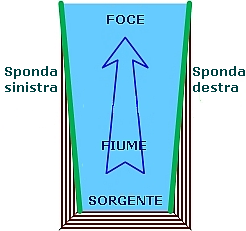
Schema delle definizioni di destra e di sinistra orografica

Con i termini destra orografica e sinistra orografica (o anche idrografica) s'intende uno dei due fianchi di una valle oppure una delle due parti di territorio delimitate dal corso di un fiume.

## Definizione
Per individuare la destra e la sinistra orografica, si dà le spalle alla direzione dalla quale proviene il flusso dell'acqua (per esempio la sorgente o l'alta valle). La destra orografica è la parte destra della valle o del territorio attraversato dal fiume. L'altra parte è la sinistra orografica.
Tale definizione può essere estesa a tutti i flussi di fluido unidirezionali.

## Nella toponomastica

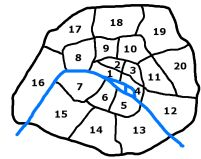
La rive droite e la rive gauche a Parigi.

La posizione di una zona cittadina rispetto ad un corso d'acqua entra a volte nella toponomastica, come ad esempio nel caso di Parigi, dove si parla di rive gauche (riva sinistra) per i quartieri collocati a sud della Senna e di rive droite per quelli situati sulla sponda opposta del fiume.
Tale divisione è applicata anche in altre città, come a Bruxelles, divisa dal canale Bruxelles-Charleroi, oppure a Bilbao, dove i quartieri sono considerati della riva destra o sinistra in relazione alla loro posizione rispetto al torrente Nervión. Anche a Pisa il fiume Arno divide in due la città e gli antichi quartieri di destra (San Francesco e Santa Maria) sono detti di Tramontana, cioè a nord, mentre i quartieri di sinistra, detti di Mezzogiorno (cioè a sud) sono quelli di San Martino e Sant'Antonio.